# インペリオ・デ・メンティラス
『インペリオ・デ・メンティラス』（スペイン語: Imperio de mentiras）は、メキシコのテレビドラマ。ラス・エストレージャスで2020年9月14日から2021年1月17日まで放送された。

## 登場人物
エリサ・カントゥ
演 - アンジェリーク・ボイヤー
レオナルド・ベラスコ
演 - アンドレス・パラシオス
エウヘニオ・セラーノ
演 - アレハンドロ・カマチョ